# Ваньянь Ченлінь
Ваньянь Ченлінь (спрощ.: 完颜承麟; кит. трад.: 完顏承麟; піньїнь: Wányán Chénglín), храмове ім'я Чжаоцзун (кит.: 昭宗; піньїнь: Zhāozōng; †9 лютого 1234) — останній імператор династії Цзінь.

## Життєпис
Походив з роду Ваньянь. Походив з нащадків Хелібо, вождя чжурчженів. При народженні отримав ім'я Худун. Після здобуття повноліття змінив ім'я на китайське Ченлінь. Обрав для себе кар'єру військовика. В 1220-х роках відзначився у війнах з монголами, державами Західна Ся й Південна Сун.
Брав участь в організації спротиву монголам під час нової війни, що розпочалася у 1230 році. У 1232 році разом з братом бився з ворогом при Пучені, де цзіньці були переможені, а брат Ченліня — Ваньянь Ченї загинув.
1233 року супроводжував імператора Айцзуна з бяньцзіна до Цайчжоу. Тут стає одним з найближчих військовиків останнього, організовує оборону останнього оплоту чжурчженів у Цайчжоу.
1234 року Ай-цзун оголосив про бажання зректися трону й передати владу Ченліню. Той вимушений був погодитися. 9 лютого того ж року монголи прорвали оборону Цайчжоу, в результаті Айцзун наклав на себе руки, а Ченліня оголошено імператором. Втім, того ж дня вороги знищили греблі, завдяки чому захопили місто. Ченлінь (відомий в історії як Му-ді) загинув того ж дня, тим самим він імператором був лише 1 день.

## Девіз правління
- Шенчан (盛昌) 1234